# Lake Paradise
Lake Paradise är en sjö i Australien. Den ligger i delstaten Queensland, omkring 270 kilometer nordväst om delstatshuvudstaden Brisbane. 
I omgivningarna runt Lake Paradise växer huvudsakligen savannskog. Trakten runt Lake Paradise är nära nog obefolkad, med mindre än två invånare per kvadratkilometer. Genomsnittlig årsnederbörd är 933 millimeter. Den regnigaste månaden är mars, med i genomsnitt 188 mm nederbörd, och den torraste är september, med 25 mm nederbörd.